# Maricet Espinosa
Maricet Espinosa González (Arroyo Naranjo, 2 de enero de 1990-España, 21 de enero de 2024), apodada La Mole, fue una deportista cubana que compitió en judo. Ganó tres medallas en el Campeonato Panamericano de Judo entre los años 2013 y 2016.
El 21 de enero de 2024, falleció a los 34 años en España, país donde residía. Luego de someterse a una cirugía estética, un infarto causó su muerte.

## Palmarés internacional
| Campeonato Panamericano | Campeonato Panamericano | Campeonato Panamericano | Campeonato Panamericano |
| Año                     | Lugar                   | Medalla                 | Categoría               |
| ----------------------- | ----------------------- | ----------------------- | ----------------------- |
| 2013                    | San José (Costa Rica)   | Medalla de oro          | –63 kg                  |
| 2014                    | Guayaquil (Ecuador)     | Medalla de oro          | –63 kg                  |
| 2016                    | La Habana (Cuba)        | Medalla de plata        | –63 kg                  |